# Gerhard Kordus
Gerhard Kordus (* 1. Oktober 1913 in Berlin; † unbekannt) war ein deutscher Kaufmann und Politiker der DDR-Blockpartei Liberal-Demokratische Partei Deutschlands (LDPD).

## Leben
Kordus schlug nach der Schule eine kaufmännische Ausbildung ein und wurde Angestellter und Komplementär der G. Kordus KG, Berlin-Weißensee. Nach der Verstaatlichung ging aus dieser Firma der VEB Textildruck Berlin-Weißensee hervor.

## Politik
Er trat der 1945 in der Sowjetischen Besatzungszone neugegründeten LDPD bei. Bei den Wahlen zur Volkskammer der DDR war Kordus Kandidat der Nationalen Front der DDR und von 1963 bis 1967 als sogenannter Berliner Vertreter Mitglied der LDPD-Fraktion in der Volkskammer.